# هجمات كوبنهاغن 2015
هجمات كوبنهاغن 2015 (بالدنماركية: Skuddramaerne i København 2015) هي ثلاثة هجمات ضربت العاصمة الدنماركية كوبنهاغن في 14 و15 فبراير 2015. الهجوم الأول وقع في الساعة 16:00 (UTC+1). وقع هذا الهجوم أثناء ندوة عنوانها «الفن، ازدراء الأديان وحرية التعبير»، وتم تنظيمها لتكريم ضحايا الهجوم الدامي الذي ضرب صحيفة شارلي إبدو الفرنسية قبل شهر من هذا الهجوم.

من أبرز الحضور يوجد لارش فيلكس، صاحب الرسوم المسيئة للرسول والذي يعتبر أكثر شخص مستهدف من الهجوم، وكذلك يوجد إحدى مؤسسات منظمة فيمن إينا شفشنكو، النائب في البرلمان جات بلزنر دالي من الحزب الشعبي الدنماركي وأيضا فرانسوا زيمريه سفير فرنسا في الدنمارك. قتل المخرج فين نورغارد وجرح 3 شرطيين آخرين. الشرطة بدأت التحقيق في الموضوع بعد شكوك في كونه عمل إرهابي.

من الغد في الساعة 1:00 صباحا، نفس الشخص قام بإطلاق النار في كنيس كوبنهاغن الكبير وقتل شخص آخر وجرح إثنين. مشتبه فيه في هذه العمليات، قتل في نفس الليلة في الصباح في تبادل إطلاق نار قرب مكان الحادث مع الشرطة في محطة قطارات نوريبرو.

في الساعة 5:30 صباحا، قتلت الشرطة شخصا قرب محطة قطارات نوريبرو قرب مكان الحادث بعد أن تبادل معهم إطلاق النار. بعد هذا في ندوة صحفية للشرطة قالت الشرطة أنها تشك في أن المقتول هو المتسبب في هذه الهجمات.
ذكر عدد من وسائل الإعلام الدنماركية أن الشاب الذي يشتبه أنه منفذ هجومي كوبنهاغن دنماركي يدعى عمر عبد الحميد الحسين. وذكرت الصحف أن الحسين وعمره 22 عاما غادر السجن قبل أسبوعين بعد أن قضى فترة حكم بتهمة ارتكاب اعتداء.

## السياق
هذه الهجمات كان قد سبقها عدة هجمات تستهدف رسامي كاريكاتور ضد رسول الإسلام وازدراء الأديان وكان أهمها قبل شهر من هذا الحادث في 7 يناير 2015 وكان الهجوم على صحيفة شارلي إبدو الذي راح ضحيته 12 شخصا وهجمات أخرى تبعته في اليومين اللذان تلاه خلفت مجموعا بـ 20 قتيلا بينهم المتسببين فيهم. 

لارش فيلكس الذي كان حاضرا في هذا الاجتماع كان أول من بدأ الرسوم المسيئة للرسول وذلك برسم رسوم مشينة له، وآنذاك في 2007 طلب أمير الدولة الإسلامية في العراق أبو عمر البغدادي رأسه.

## مقالات ذات صلة
- الهجوم على صحيفة شارلي إبدو (هجمات 2015 في فرنسا)
- الرسوم الكاريكاتورية المسيئة لمحمد في صحيفة يولاندس بوستن
- كورت فيسترجارد
- لارس هيديغارد
- قائمة الحوادث الإرهابية، 2015